# グランパス (SS-4)
|          |                                                 |
| 艦歴     |                                                 |
| 発注     |                                                 |
| 起工     | 1900年12月10日                                  |
| 進水     | 1902年7月31日                                   |
| 就役     | 1903年5月28日                                   |
| 退役     |                                                 |
| 除籍     | 1922年1月16日                                   |
| その後   | 標的艦として海没処分                            |
| 性能諸元 |                                                 |
| 排水量   | 107トン                                         |
| 全長     | 63 ft 10 in                                     |
| 全幅     | 11 ft 11 in                                     |
| 吃水     | 10 ft 7 in                                      |
| 機関     |                                                 |
| 最大速   | 水上：8ノット (15 km/h) 水中：7ノット (13 km/h) |
| 乗員     | 7名                                             |
| 兵装     | 18インチ魚雷発射管1門                           |

グランパス (USS Grampus, SS-4) は、アメリカ海軍の潜水艦。プランジャー級潜水艦の一隻。艦名はイルカの一種ハナゴンドウに因んで命名された。その名を持つ艦としては4隻目。

## 艦歴
グランパスは1900年12月10日にカリフォルニア州サンフランシスコのユニオン・アイアン・ワークスで起工した。1902年7月31日に命名、進水し、1903年5月28日にアーサー・マッカーサー3世大尉（後の陸軍元帥ダグラス・マッカーサーの兄）の指揮の下、姉妹艦のパイクと共にメア・アイランド海軍造船所で就役する。
続く3年半にわたってグランパスはカリフォルニア州サンフランシスコを拠点として、主に訓練と実験研究に従事した。1906年4月18日にグランパスの乗員は、サンフランシスコ地震の被災者救援に参加した。グランパスは1906年11月28日にメア・アイランドで退役し、1908年6月13日に再就役するまで不活性化され保管された。1910年1月に太平洋水雷艦隊、第1潜水分艦隊に配属され、1911年3月には太平洋艦隊に配属される。グランパスはカリフォルニアの沿岸で活動し、1912年6月28日に太平洋予備役艦隊入りした。現役任務終盤の1911年11月17日にグランパスは A-3 と改名された。
A-3 は1915年までピュージェット・サウンド海軍工廠で不活性化のまま保管された。1915年2月16日に給炭艦ヘクター (USS Hector, AC-7) に姉妹艦の A-5 (USS A-5) と共に搭載されフィリピンに運搬される。ヘクターは1915年3月26日にオロンガポに到着し、A-3 は4月10日に進水した。
1週間後の4月17日にオロンガポで再就役した A-3 は、アジア水雷艦隊、第1潜水分艦隊に配属される。A-3 は部隊と共に同地で活動し、1921年7月25日にカヴィテで退役した。第一次世界大戦中に A-3 はマニラ湾入口の海域を偵察した。1920年7月17日には船体番号 SS-4 を与えられた。
A-3 はアジア艦隊によって標的艦に使用され、1922年1月16日に除籍された。